# Fritz Behnke
Fritz Hugo Hermann Behnke (* 1. Juli 1888, Billwerder, Hamburg; † 6. April 1932) war ein deutscher Kunstmaler, Gebrauchsgrafiker und Hochschullehrer aus Hamburg.  Er unterrichtete an der Hamburger Staatlichen Kunstgewerbeschule, der heutigen Hochschule für bildende Künste Hamburg, arbeitete aber auch für Unternehmen.

## Leben
Fritz Behnke war der Sohn der Hamburger Köchin und Autorin Hulda Behnke.
Von 1907 bis 1911 studierte er an der Hamburger Kunstgewerbeschule bei Carl Otto Czeschka. Von Richard Meyer 1913 eingestellt, unterrichtete er bis 1931 selbst, zuerst als Hilfslehrer, an der Kunstgewerbeschule. Schwerpunkte waren allgemeines Kunstgewerbe, Naturstudien und ornamentales Entwerfen.
Schüler von ihm waren unter anderem:
- Werner Bley
- Ernst Flege
- Hans-Günter Frey
- Felix Nussbaum
- Else Wex-Cleemann
- Otto Wulk

Er illustrierte Bücher, widmete sich der Gebrauchsgrafik und nahm auch Aufträge von Firmen aus der privaten Wirtschaft, wie Reemtsma, an. Für das republikanische Reichsbanner Großhansdorf-Schmalenbeck entwarf er 1925 eine Fahne, die seine Kollegin Maria Brinckmann herstellte.

## Werke (Auswahl)
- Illustrationen zum Buch  O! Ihr Bücherfreunde! Der Gesellschaft deutscher Bibliophilen eine Festgabe zum Bibliophilen-Tag in Hamburg am 28. September 1913. Gewidmet von Hamburger Schriftstellern und Hamburger Mitgliedern der Bibliophilen-Gesellschaft. Hamburg 1913.
- Illustrationen zum Buch seiner Mutter: Hulda Behnke: Hamburger Küche. Geprüft und bewährt. Severus Verlag, Hamburg 2015, ISBN 978-3-86347-289-4 (erste Auflage 1923).